# 19619 Бетбелл
19619 Бетбелл (19619 Bethbell) — астероїд головного поясу, відкритий 16 серпня 1999 року.
Тіссеранів параметр щодо Юпітера — 3,510.